# Tit Cleli Sícul
Tit Cleli Sícul (llatí: Titus Cloelius Siculus) va ser un magistrat romà.
Va ser tribú amb potestat consolar escollit pel 444 aC, un dels primers a ocupar aquest càrrec, però van haver de dimitir ell i els seus col·legues al cap de quatre mesos per uns auspicis mal interpretats en prendre possessió. Els manuscrits de Titus Livi l'anomenen Caecilius, però Dionís d'Halicarnàs diu Τίτον Κλύλιον Σικελόν. A més els Cecilis eren plebeus i els Cleli Sícul patricis. L'any 442 aC va exercir la magistratura de Triumviri coloniae deducendae encarregat de la fundació d'una colònia a Ardea.